# Ratusz w Kaliszu
Ratusz w Kaliszu – ratusz w Śródmieściu Kalisza, neoklasycystyczny, wzniesiony w latach 1920–1924 staraniem Komitetu Odbudowy Kalisza wg projektu Sylwestra Pajzderskiego w oparciu o wcześniejsze projekty Stefana Szyllera; wpisany do rejestru zabytków w 1993.

## Historia

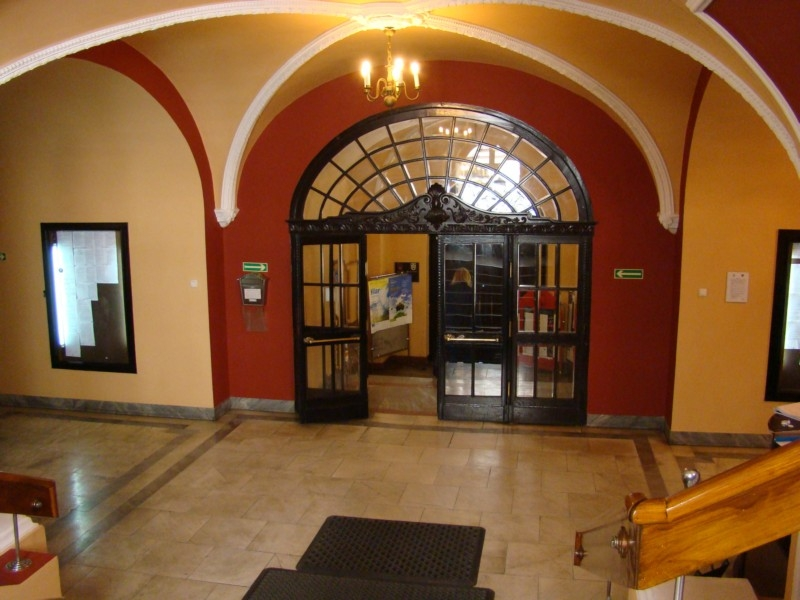
Hol (2012)

Wcześniej w pobliżu obecnego ratusza stał dwupiętrowy ratusz gotycki z wieżą, wzmiankowany po raz pierwszy w 1426. Ratusz ten został przebudowany w stylu renesansowym w XVI w. Budynek spłonął w 1792. 
Kolejny ratusz zbudowano w 1888 według projektu Józefa Chrzanowskiego, budynek ratusza został podpalony w czasie burzenia Kalisza w 1914 przez wojska pruskie.
W 2006 Narodowy Bank Polski wyemitował obiegową monetę okolicznościową o nominale 2 zł w serii „Historyczne Miasta Polski” z wizerunkiem ratusza w Kaliszu.

## Pozostałości poprzednich ratuszy
W 2014 podczas prac remontowych odkryto fragmenty murów XIX-wiecznego ratusza z zachowanymi łukami.
W 2019 podczas prac termoizolacyjnych natrafiono na głębokości około 3 m na pozostałości fundamentów gotyckiego ratusza z XIV w., który został rozebrany pod koniec XVIII w..